# GPhoto
gPhoto ist eine freie Software (unter GPL/LGPL) für den Zugriff auf Digitalkameras unter unixoiden Betriebssystemen. Neben dem Auslesen von Daten (Bilder, Videos, sonstige Multimedia etc.) erlaubt es (abhängig von den Fähigkeiten des Gerätes) auch das Hochladen von Dateien und die Steuerung eines Gerätes (Konfiguration, Bilder aufnehmen).

## Geräteunterstützung
Mittlerweile werden über 2.500 Kameramodelle unterstützt, teils über das vollständig unterstützte Picture Transfer Protocol (PTP), teils über Hersteller-eigene Protokolle. Nicht speziell unterstützte Geräte können oft über die Mass Storage Class (MSC) des USB trotzdem als USB-Massenspeichergerät angesprochen werden; die Unterstützung dafür ist direkt im Linux-Kernel vorhanden. Da das Media Transfer Protocol (MTP) dem PTP sehr ähnlich ist, werden in neueren Versionen auch entsprechende Medienwiedergabegeräte unterstützt.

## Komponenten
Ab Version 2, die gegenüber ihren Vorgängern eine Neuentwicklung ist, besteht die Software aus verschiedenen Frontends und einer Bibliothek, deren Funktionalität auch in anderen Programmen genutzt werden kann.
libgphoto2
ist eine portable Bibliothek, die den Kern der gPhoto2-Software enthält. Sie abstrahiert die Kamera-spezifischen Kommunikationsprotokolle und die benutzten Anschlüsse.
gphoto2
ist die Kommandozeilenschnittstelle zu libgphoto2, mit der nahezu jede Funktion von libgphoto2 benutzt werden kann.
gtkam
ist das GTK+-2-basierte graphische Referenz-Frontend zu libgphoto2.
gphotofs
ermöglicht, eine Kamera mittels FUSE als normales Dateisystem einzubinden. Damit können Programme ohne gPhoto-Funktionalitäten auf die Bilder der Kamera als gewöhnliche Dateien zugreifen, auch wenn die Kamera keine native Massenspeicher-Unterstützung bietet

## Anwendungen
KDEs digikam sowie GNOMEs gThumb und F-Spot setzen als graphische Frontends auf den Funktionen von gPhoto2 (bzw. libgphoto2) auf, da libgphoto2 das einzige System für Linux ist, das die Steuerung von PTP-Kameras erlaubt.